# 유럽 전구 (제1차 세계 대전)
다른 중요한 전투들이 유럽 밖에서도 발생했지만 유럽 전구는 제1차 세계 대전의 주 전장이었고 전쟁이 시작해서 끝난 곳이다. 전투가 일어난 4년 간 신기술을 갖춘 전례없는 규모의 군대들이 관여해서 수 백 만이 죽거나 다쳤다.
유럽 전구는 주로 서부 전선, 동부 전선, 이탈리아 전선, 발칸 전역으로 나뉜다. 유럽 모든 나라가 참전한 것은 아니고 모든 참전국 영토에서 전투가 벌어진 것도 아니다. 영국은 전쟁의 화마가 거의 휩쓸지 않았고 프랑스, 독일, 이탈리아 영토의 많은 부분은 영향을 받지 않았다.
스페인과 스웨덴같은 유럽의 몇몇 큰 나라들은 중립이었고 제1차 세계 대전이 큰 영향을 끼치지 않았다. 반면 벨기에, 루마니아, 세르비아같은 몇몇 나라들은 정복됐다. 러시아와 오스만 제국같은 나라들은 자국 영토로 군사들이 진군해서 매우 황폐화됐다.
미국은 참전했지만 영국이 대서양을 장악했었기 때문에 서부 대전에서만 참전했다. 미군은 프랑스에서 독일과 싸울 수 있도록 대서양을 배로 가로질러 수송됐다.

## 서부전선
서부 전선은 전쟁 발발부터 1918년 11월 11일 마지막 날까지 연속적 전투들의 현장이었다. 서부 전선 전투는 벨기에와 프랑스 북동부에서 이뤄졌다. 프랑스 영토의 많은 부분에는 전쟁의 화마가 미치지 않았고 네덜란드는 중립이었다.
서부 전선은 미국, 영국, 프랑스, 벨기에의 연합국과 독일을 포함한다.

## 동부 전선
동부 전선 전투는 주로 독일 및 오스트리아-헝가리와 러시아 및 루마니아 사이에 이뤄졌다. 동부 전선은 남북으로 흑해에서 발트해까지 동서로 라트비아, 민스크와 프러시아, 갈리시아까지 아주 넓은 지역을 커버했다.
이 전선에서의 전투는 1917년 가을에 일어난 마지막 중대 군사 작전들을 통해 일찍 끝났다. 러시아 혁명 때문에 러시아는 전쟁에서 이탈했다. 1917년 11월 정권을 잡은 볼셰비키는 종전을 약속하고  1918년 3월 러시아를 전쟁에서 이탈시킨 브레스트리토프스크 조약을 맺었다.

## 이탈리아 전선
이탈리아 전선은 이탈리아 북부와 오스트리아-헝가리와의 국경 서부의 좁은 곳만을 커버했다. 이곳에서의 전투는 1915년 5월 23일 시작해서 1918년 11월 3일까지 지속했다. 대부분 전투는 알프스산맥과 트리에스테 근처 아드리아해 사이 좁은 곳들에 집중됐다.
주로 이탈리아와 오스트리아-헝가리가 참전했지만 이탈리아편에 선 미국, 영국, 프랑스와 오스트리아-헝가리와 동맹인 독일도 부분적으로 개입했다.

## 발칸 전역
발칸 전역은 세르비아, 몬테네그로, 알바니아, 루마니아 전역과 그리스 북부, 불가리아 서부, 오스트리아-헝가리 남부와 동부를 커버한다. 대부분의 시간 동안 전투가 거의 없었으며 열강들이 겨루던 곳들보다 작은 전선들로 여겨졌다.
독일, 오스트리아-헝가리, 오스만 제국의 동맹국은 연합국의 세르비아, 프랑스, 영국, 루마니아, 러시아, 몬테네그로, 그리스와 싸웠다.

## 해상 전역
영국과 프랑스 해군이 지배했기에 제한된 해전들만 유럽 근해에서 일어났다. 독일 유보트 함대는 영국 상선 몇몇을 전쟁 초반 성공적으로 침몰시켰다. 독일 유보트는 특별한 동향을 보이지 않았고 거의 북해, 아일랜드해, 지중해에서 군사활동을 했다. 독일 유보트는 영국이 1917년 초 호송 시스템을 도입했을 때 결국 급격히 줄었다.
영국과 독일의 대함대 사이 1916년 5월 31일에서 6월 1일 벌어진 유틀란트 해전이 유럽 근해에서의 유일한 대규모 해전이었음에도 불구하고 사상 최대의 해전들 중 하나가 됐다. 유틀란트 해전은 무승부였다.
아드리아해에서 아주 제한된 몇몇 해전이 오스트리아-헝가리와 영국, 프랑스, 이탈리아의 연합국 사이에 벌어졌다. 연합국의 전략은 아드리아 해를 봉쇄해서 오스트리아-헝가리 선박을 감시하는 것이었다. 일반적으로 이 전략은 성공적이었으나 독일과 오스트리아-헝가리는 몇몇 손상을 입힌 지중해로 잠수함을 보낼 수 있었다. 오스트리아-헝가리와 독일의 아드리아 해 주요 해군 기지는 폴라(현재 크로아티아 이스트라주 풀라)에 있었다.
영국의 동맹 일본은 지중해에 구축함 몇몇을 보냈고 순찰과 대잠활동에 아주 효과적이었다. 이와 반대로 이탈리아 해군은 강력하지 않았다. 의미있는 유일한 해전은 1917년 3월 15일 오스트리아-헝가리 순양함 3척이 알바니아 블로러 근처에 있는 영국과 이탈리아의 몇몇 선박을 공격한 것이다. 부분적으로 성공적이었지만 레이다가 폴라까지 쫓아온 이탈리아 선박의 포격으로 거의 파괴됐다.
러시아 함대가 흑해를 장악하고 있었고 숙련된 지휘관 에베르가르드와 1916년 그를 이어받은 콜차크가 지휘했다. 1915년 말 러시아 함대가 거의 흑해를 장악했다. 흑해 함대는 주로 캅카스 전역에서 유데니치 장군을 지원했다.
발트해에서 러시아 함대는 핀란드만 입구에 깔린 지뢰들 때문에 거의 활동적이지 않았다. 그래서 독일 발트 함대는 발트 해를 장악했고 가끔 동부전 선에서 독일군을 지원했다.

## 같이 보기
- 핀란드 내전
- 유럽